# Els Torrents
Els Torrents es una entidad de población española del municipio de Lladurs, perteneciente a la provincia de Lérida, en la comunidad autónoma de Cataluña.

## Toponimia
El nombre del lugar puede encontrarse escrito con las grafías Els Torrents y Torrents.

## Historia
El lugar tuvo ayuntamiento propio. El municipio de Torrents desapareció de cara al censo de 1857, al incorporarse al de Lladurs. Hacia mediados del siglo XIX, el lugar tenía contabilizada una población de 66 habitantes. Aparece descrito en el decimoquinto volumen del Diccionario geográfico-estadístico-histórico de España y sus posesiones de Ultramar de Pascual Madoz con las siguientes palabras:

TORRENTS: l. en la prov. de Lérida, part. jud. y dióc. de Solsona, aud. terr. y c. g. de Barcelona, ayunt. de Lladurs. sit. en terreno desigual; su clima es frío, pero sano. Tiene 21 casas; igl. parr. (San Julian) matriz de San Pedro de Caball y San Jaime de Pea, servida por un cura de segundo ascenso y patronato real; cementerio y buenas aguas potables. Confina con los espresados pueblos de San Pedro de Caball y San Jaime. El terreno es quebrado y de mala calidad en su mayor parte. Los caminos son locales. La correspondencia se recibe de Solsona. prod.: centeno, patatas, avena, escaña, bellotas y pastos; cria ganado lanar, cabrio y de cerda, y alguna caza. pobl.: 11 vec., 66 alm. cap. imp.: 19,883 rs. contr.: el 14'48 por 100 de esta riqueza.
(Madoz, 1849, p. 98)

En 2023, la entidad singular de población de Els Torrents tenía empadronados 24 habitantes, todos ellos en diseminado.